# 趙守節
赵守节，宋朝宗室，是宋太祖曾孙，趙德昭的孙子，赵惟吉的长子。
赵守节历任彰化军节度观察留后、同知大宗正事。曾经将父亲书写的《真草千文》献给宋真宗，皇帝下诏书褒答，交付史馆。娶安定郡夫人杨氏、任城郡夫人魏氏、彭城县君刘氏。赵守节去世后赠镇江军节度使，追封丹阳郡王，谥僖穆。
其子赵世永、赵世延。赵世永，袭邢国公，官至镇南军留后，熙宁元年去世，赠昭信军节度使、南康郡王，谥修孝。赵世延，官至右武卫大将军、绛州防御使，赠武宁军节度观察留后、彭城郡公。娶崇仁县君李氏、德兴县君刘氏、南阳郡君张氏，生八女，刘氏生赵令擢，张氏生赵令邦。赵令擢娶寿昌县君王氏、长安县君曹氏，生十子。